# کانتون کبدو
کانتون کبدو (به اسپانیایی: Cantón Quevedo) یک منطقهٔ مسکونی در اکوادور است که در استان لوس ریوس واقع شده‌است.